# Communauté de communes des Terres du Gâtinais
La Communauté de communes des Terres du Gâtinais est une ancienne communauté de communes française, située dans le département de Seine-et-Marne en région Île-de-France.

## Historique
La Communauté de communes des Terres du Gâtinais a été créée le 22 novembre 2011
.
Conformément aux dispositions de la loi portant nouvelle organisation territoriale de la République du 7 août 2015 (Loi NOTRe), la population de l'intercommunalité ne lui permet pas de demeurer indépendante. La commission départementale de coopération intercommunale (CDCI) du 8 mars 2016 propose que le schéma départemental de coopération intercommunale 2016 prévoit l'intégration à la communauté de communes Pays de Nemours des neuf communes d'Amponville, Burcy, Buthiers, Boulancourt, Fromont, Guercheville, Rumont, Villiers-sous-Grez et Nanteau-sur-Essonne, les sept autres communes des Terres du Gâtinais étant intégré à la nouvelle communauté d'agglomération du Pays de Fontainebleau,.

## Territoire communautaire

### Géographie
La communauté regroupe un ensemble de petites communes du Gâtinais historique situées à proximité de Fontainebleau, sans réelle polarité mais caractérisée par une représentation important de logements individuels et de hauts-revenus. Il s'agit ici davantage d'un espace résidentiel puisqu'on y compte peu d'entreprises de tailles significative.
Le territoire de la communauté est assez mal desservi par les axes de communication puisque la seule ligne de chemin de fer qui travers le territoire est utilisée par la Coopérative Agricole du Gatinais pour le transports de marchandises agricoles. On y trouve, à l'est de la commune de La Chapelle-la-Reine la présence de L'autoroute A6.
- les routes et voies rapides : autoroutes A6, nationale RN152
- Autocars : Ligne R Bulle Malesherbes La Chapelle-la-Reine Avon ligne 184-14

### Composition
L'intercommunalité regroupait 16 communes adhérentes au 1er janvier 2013 :
| Nom                          | Code Insee | Gentilé        | Superficie (km2) | Population (dernière pop. légale) | Densité (hab./km2) |
| ---------------------------- | ---------- | -------------- | ---------------- | --------------------------------- | ------------------ |
| La Chapelle-la-Reine (siège) | 77088      | Chapelains     | 15,91            | 2 504 (2014)                      | 157                |
| Achères-la-Forêt             | 77001      | Achèrois       | 12,60            | 1 177 (2014)                      | 93                 |
| Amponville                   | 77003      | Amponvillois   | 12,30            | 376 (2014)                        | 31                 |
| Boissy-aux-Cailles           | 77041      | Boisséens      | 16,40            | 303 (2014)                        | 18                 |
| Boulancourt                  | 77046      | Boulancourtois | 6,44             | 375 (2014)                        | 58                 |
| Burcy                        | 77056      | Burcyssiens    | 7,03             | 165 (2014)                        | 23                 |
| Buthiers                     | 77060      | Butherrois     | 19,67            | 746 (2014)                        | 38                 |
| Fromont                      | 77198      | Fromontois     | 10,72            | 217 (2014)                        | 20                 |
| Guercheville                 | 77220      | Guerchevillois | 9,21             | 280 (2014)                        | 30                 |
| Le Vaudoué                   | 77485      | Valdéens       | 17,16            | 763 (2014)                        | 44                 |
| Nanteau-sur-Essonne          | 77328      | Nantessonnais  | 12,92            | 445 (2014)                        | 34                 |
| Noisy-sur-École              | 77339      | Noiséens       | 29,91            | 1 854 (2014)                      | 62                 |
| Rumont                       | 77395      | Rumontois      | 6,61             | 124 (2014)                        | 19                 |
| Tousson                      | 77471      | Toussonnais    | 13,24            | 378 (2014)                        | 29                 |
| Ury                          | 77477      | Uriquois       | 8,21             | 833 (2014)                        | 101                |
| Villiers-sous-Grez           | 77520      | Villarons      | 12,25            | 745 (2014)                        | 61                 |

## Organisation

### Siège
L'intercommunalité a son siège 10 Avenue de Fontainebleau, 77760 La Chapelle-la-Reine.

### Élus
La communauté est administrée par un conseil communautaire constitué de conseillers municipaux des communes membres.
- Mode de représentation: proportionnel
- Nombre total de délégués: 26 (2013)
- Nombre de délégués par commune: 1 délégué minimum par commune et un délégué supplémentaire par tranche de 700 habitants
- Soit en moyenne: 1 délégué pour 443 habitants

Le conseil communautaire du 22 avril 2014 a élu son nouveau président, Jean-Claude Harry, 1er maire-adjoint de la Chapelle-la-Reine, ainsi que ses cinq vice-présidents, qui sont :
1. François-Xavier Dupérat, maire d’Amponville, chargé de la petite enfance, du social, de la mutualisation, des finances et de l'administration ;
2. Helen Henderson, maire de Nanteau-sur-Essonne, chargée de l'aménagement de l'espace et de la communication ;
3. Patrick Pochon, maire de Boissy-aux-Cailles, chargé des bâtiments, de la culture et du patrimoine ;
4. Jean-Claude Delaune, conseiller municipal d'Ury, chargé du numérique et de l'environnement ;
5. Gilles Augé, maire de Guercheville, chargé des sports[4],[5]

Ensemble, ils forment le bureau de l'intercommunalité pour la mandature 2014-2020.

### Liste des présidents
| Période    | Période       | Identité          | Étiquette | Qualité                                               |
| ---------- | ------------- | ----------------- | --------- | ----------------------------------------------------- |
| ?          | avril 2014    | Érick Bouteille   |           | Agriculteur Maire de Boissy-aux-Cailles (2001 → 2014) |
| avril 2014 | décembre 2016 | Jean-Claude Harry |           | 1er maire-adjoint de la Chapelle-la-Reine             |

### Compétences
L'intercommunalité exerce les compétences qui lui ont été transférées par les communes membres, dans le cadre des dispositions du code général des collectivités territoriales. Il s'agit de
- Compétences obligatoires :
  - Aménagement de l’espace : participer à l’élaboration, la révision et le suivi du schéma de cohérence territoriale (SCOT), apporter une assistance technique d’intérêt communautaire aux communes pour l’instruction des autorisations d’urbanisme.
  - Développement économique : créer, aménager et entretenir de nouvelles zones d’activité économique d’intérêt communautaire de plus de 5 000 m2 conduire des actions de développement touristique d’intérêt communautaire.
- Compétences optionnelles :
  - Actions sociales d’intérêt communautaire.
  - Protection et mise en valeur de l’environnement
  - Sports et Transports.
  - Animation culturelle[6].

### Régime fiscal
L'intercommunalité perçoit une fiscalité additionnelle aux impôts locaux prélevés par les communes, avec FPZ (fiscalité professionnelle de zone) et sans FPE (fiscalité professionnelle sur les éoliennes).